# Georg Tietz
Georg Tietz (* 12. Januar 1876 in Stadthagen; † 30. Mai 1960 ebenda) war ein deutscher Politiker (SPD).

## Leben
Tietz absolvierte eine Ausbildung als Glasbläser und arbeitete im Anschluss als Glasmacher in der Glashütte Stadthagen. 1919 wurde er als Abgeordneter in den Landtag des Freistaates Schaumburg-Lippe gewählt, dem er bis 1922 angehörte. Während der zweiten Wahlperiode rückte er noch im Jahre 1922 für den ausgeschiedenen Abgeordneten Heinrich Lorenz ins Parlament nach und blieb dann bis 1925 Landtagsmitglied.
Georg Tietz war seit 1898 verheiratet. 1942 heiratete er ein zweites Mal.